# باشگاه فوتبال تاتنهام هاتسپر در فصل ۲۱–۲۰۲۰
فصل ۲۱–۲۰۲۰، بیست و نهمین فصل تاتنهام در لیگ برتر و چهل و سومین فصل متوالی از حضور این باشگاه در دسته برتر سیستم لیگ‌های فوتبال انگلستان بود. تاتنهام با کسب رتبه ششم در فصل ۲۰–۲۰۱۹، از مرحله دوم دور مقدماتی وارد لیگ اروپا شد و به جمع شانزده تیم دور حذفی رسید، اما به دست دینامو زاگرب، طی دو بازی رفت و برگشت حذف شد. در جام حذفی، تاتنهام سه دور بازی کرد و در دور پنجم، توسط اورتون حذف شد.
در لیگ، تاتنهام اولین بازی خود را در خانه به اورتون واگذار کرد، اما پس از آن، ماه دسامبر را بدون شکست سپری کرد و به مدت چهار هفته صدرنشین لیگ بود. با یک باخت خارج از خانه مقابل لیورپول، فرم تاتنهام افت کرد. ژوزه مورینیو، تیم را تا فینال جام اتحادیه در مقابل منچستر سیتی هدایت کرد، اما به دلیل افت تاتنهام در لیگ، او با کادر مربیگری‌ همراهش در ۱۹ آوریل ۲۰۲۱ اخراج شد، و رایان میسون، بازیکن سابق تاتنهام به عنوان سرمربی موقت تا پایان فصل جایگزینش شد. اولین بازی با سرمربی جدید، یک بازی خانگی از رقابت‌های لیگ مقابل ساوت‌همپتون بود که با پیروزی پشت سر گذاشته شد. بازی بعد، فینال جام اتحادیه بود که پس از شکست ۱–۰ مقابل سیتی، با نایب قهرمانی به پایان رسید.

## بازیکنان
| ۱       | هوگو لوریس (کاپیتان)  | فرانسه        | GK                | ۲۶ دسامبر ۱۹۸۶ ‏(۳۸ سال) |
| ۱۲      | جو هارت               | انگلستان      | GK                | ۱۹ آوریل ۱۹۸۷ ‏(۳۸ سال)  |
| ۲۲      | پائولو گازانیگا       | آرژانتین      | GK                | ۲ ژانویهٔ ۱۹۹۲ ‏(۳۳ سال)  |
| ۴۱      | الفی وایتمن           | انگلستان      | GK                | ۲ اکتبر ۱۹۹۸ ‏(۲۶ سال)   |
| مدافعان |                       |               |                   |                         |
| ۲       | مت داهرتی             | جمهوری ایرلند | RB / RWB          | ۱۶ ژانویهٔ ۱۹۹۲ ‏(۳۳ سال) |
| ۳       | سرخیو رگیلون          | اسپانیا       | LB / LWB          | ۱۶ دسامبر ۱۹۹۶ ‏(۲۸ سال) |
| ۴       | توبی الدرویرلد        | بلژیک         | CB                | ۲ مارس ۱۹۸۹ ‏(۳۶ سال)    |
| ۶       | داوینسون سانچز        | کلمبیا        | CB                | ۱۲ ژوئن ۱۹۹۶ ‏(۲۹ سال)   |
| ۱۴      | جو رادون              | ولز           | CB                | ۲۲ اکتبر ۱۹۹۷ ‏(۲۷ سال)  |
| ۱۵      | اریک دایر             | انگلستان      | CB / DM           | ۱۵ ژانویهٔ ۱۹۹۴ ‏(۳۱ سال) |
| ۲۴      | سرژ اوریه             | ساحل عاج      | RB / RWB          | ۲۴ دسامبر ۱۹۹۲ ‏(۳۲ سال) |
| ۲۵      | جفت تانگانگا          | انگلستان      | CB / LB / RB      | ۳۱ مارس ۱۹۹۹ ‏(۲۶ سال)   |
| ۳۳      | بن دیویس              | ولز           | LB / CB           | ۲۴ آوریل ۱۹۹۳ ‏(۳۲ سال)  |
| -       | دنی رز                | انگلستان      | LB / LWB          | ۲ ژوئیهٔ ۱۹۹۰ ‏(۳۵ سال)   |
| هافبک‌ها |                       |               |                   |                         |
| ۵       | پیر-امیل هویبرگ       | دانمارک       | DM / CM           | ۵ اوت ۱۹۹۵ ‏(۲۹ سال)     |
| ۸       | هری وینکس             | انگلستان      | CM / DM           | ۲ فوریهٔ ۱۹۹۶ ‏(۲۹ سال)   |
| ۱۱      | اریک لاملا            | آرژانتین      | RW / LW / AM      | ۴ مارس ۱۹۹۲ ‏(۳۳ سال)    |
| ۱۷      | موسی سیسوکو           | فرانسه        | CM                | ۱۶ اوت ۱۹۸۹ ‏(۳۵ سال)    |
| ۱۸      | جووانی لو سلسو        | آرژانتین      | CM / AM / DM      | ۹ آوریل ۱۹۹۶ ‏(۲۹ سال)   |
| ۲۰      | دله الی               | انگلستان      | CM / AM           | ۱۱ آوریل ۱۹۹۶ ‏(۲۹ سال)  |
| ۲۷      | لوکاس مورا            | برزیل         | RW / LW / SS      | ۱۳ اوت ۱۹۹۲ ‏(۳۲ سال)    |
| ۲۸      | تانگی اندومبله        | فرانسه        | CM / AM           | ۲۸ دسامبر ۱۹۹۶ ‏(۲۸ سال) |
| مهاجمان |                       |               |                   |                         |
| ۷       | سون هیونگ-مین         | کره جنوبی     | LW / ST / RW / SS | ۸ ژوئیهٔ ۱۹۹۲ ‏(۳۳ سال)   |
| ۹       | گرت بیل               | ولز           | RW / SS           | ۱۶ ژوئیهٔ ۱۹۸۹ ‏(۳۶ سال)  |
| ۱۰      | هری کین (کاپیتان دوم) | انگلستان      | ST / SS           | ۲۸ ژوئیهٔ ۱۹۹۳ ‏(۳۱ سال)  |
| ۲۳      | استیون برخواین        | هلند          | LW / RW           | ۸ اکتبر ۱۹۹۷ ‏(۲۷ سال)   |
| ۴۵      | کارلوس وینیسیوس       | برزیل         | ST                | ۲۵ مارس ۱۹۹۵ ‏(۳۰ سال)   |

آخرین بروزرسانی: ۲ اکتبر ۲۰۲۰

منبع: باشگاه فوتبال تاتنهام هاتسپر

پ = پیروزی؛ ت = تساوی؛ ش = شکست؛ گ‌ز = گل زده؛ گ‌خ = گل خورده؛ ت‌گ = تفاضل گل

## نقل و انتقالات

### بازیکنان آزاد
| از تاریخ      | پست | ملیت     | نام            | به          | یادداشت     | منبع          |
| ------------- | --- | -------- | -------------- | ----------- | ----------- | ------------- |
| ۱ ژوئیه ۲۰۲۰  | DF  | انگلستان | طارق هیندز     | بازیکن آزاد | بازیکن آزاد | [ ۳ ]         |
| ۲۷ ژوئیه ۲۰۲۰ | CB  | بلژیک    | یان فرتونگن    | بنفیکا      | بازیکن آزاد | [ ۴ ] [ الف ] |
| ۲۷ ژوئیه ۲۰۲۰ | GK  | هلند     | میشل ورم       | بازنشستگی   | بازیکن آزاد | [ ۴ ] [ ب ]   |
| ۲۷ ژوئیه ۲۰۲۰ | MF  | انگلستان | رایان کلارک    | بازیکن آزاد | بازیکن آزاد | [ ۷ ]         |
| ۲۷ ژوئیه ۲۰۲۰ | MF  | انگلستان | جاناتان دینزی  | آرسنال      | بازیکن آزاد | [ ۷ ] [ پ ]   |
| ۲۷ ژوئیه ۲۰۲۰ | MF  | اسکاتلند | فونیکس پترسون  | بازیکن آزاد | بازیکن آزاد | [ ۷ ]         |
| ۲۷ ژوئیه ۲۰۲۰ | RB  | انگلستان | مکسول استاتهام | واتفورد     | بازیکن آزاد | [ ۷ ] [ ت ]   |
| ۲۷ ژوئیه ۲۰۲۰ | MF  | فنلاند   | مکسیموس تاینیو | هاکا        | بازیکن آزاد | [ ۷ ] [ ث ]   |

1. ↑  فرتونگن در اوت به بنفیکا پیوست.[۵]
2. ↑  ورم در اکتبر، بازنشستگی‌اش را از فوتبال اعلام کرد.[۶]
3. ↑  دینزی در اوت به آرسنال پیوست.[۸]
4. ↑  استاتهام در سپتامبر به واتفورد پیوست.[۹]
5. ↑  در اواخر مه ۲۰۲۰، تاینیو به هاکا پیوست.[۱۰]

### بازیکنان قرضی
| از تاریخ        | پست | ملیت  | نام             | از          | تا تاریخ     | منبع   |
| --------------- | --- | ----- | --------------- | ----------- | ------------ | ------ |
| ۱۹ سپتامبر ۲۰۲۰ | RW  | ولز   | گرت بیل         | رئال مادرید | ۳۰ ژوئن ۲۰۲۱ | [ ۱۱ ] |
| ۲ اکتبر ۲۰۲۰    | ST  | برزیل | کارلوس وینیسیوس | بنفیکا      | ۳۰ ژوئن ۲۰۲۱ | [ ۱۲ ] |

### بازیکنان قرض داده شده
| از تاریخ        | پست | ملیت                | نام               | تا             | تا تاریخ       | منبع           |
| --------------- | --- | ------------------- | ----------------- | -------------- | -------------- | -------------- |
| ۱ اوت ۲۰۲۰      | FW  | جمهوری ایرلند       | تروی پرت          | میلوال         | ۱ فوریه ۲۰۲۱   | [ ۱۳ ] [ ۱۴ ]  |
| ۱۱ اوت ۲۰۲۰     | CB  | انگلستان            | تی‌جی ایوما        | لینکولن سیتی   | پایان فصل      | [ ۱۵ ]         |
| ۱۷ اوت ۲۰۲۰     | CM  | انگلستان            | اولیور اسکیپ      | نوریچ سیتی     | پایان فصل      | [ ۱۶ ]         |
| ۱۷ سپتامبر ۲۰۲۰ | CM  | قبرس                | جک رولز           | برتون آلبیون   | ۱ ژانویه ۲۰۲۱  | [ ۱۷ ]         |
| ۱۸ سپتامبر ۲۰۲۰ | RW  | انگلستان            | شیلو تریسی        | شروزبری تاون   | ۲۵ ژانویه ۲۰۲۱ | [ ۱۸ ] [ ۱۹ ]  |
| ۴ اکتبر ۲۰۲۰    | CB  | آرژانتین            | خوان فویث         | ویارئال        | پایان فصل      | [ ۲۰ ]         |
| ۵ اکتبر ۲۰۲۰    | LM  | انگلستان            | رایان سسنیون      | هوفنهایم       | پایان فصل      | [ ۲۱ ]         |
| ۹ اکتبر ۲۰۲۰    | FW  | انگلستان            | کازایا استرلینگ   | ساوتند یونایتد | ۴ ژانویه ۲۰۲۱  | [ ۲۲ ]         |
| ۱۶ اکتبر ۲۰۲۰   | GK  | نیجریه              | جاشوا اولووایمی   | میدنهد یونایتد | ۱ ژانویه ۲۰۲۱  | [ ۲۳ ]         |
| ۱۶ اکتبر ۲۰۲۰   | CB  | ایالات متحده آمریکا | کمرون کارتر-ویکرز | بورنموث        | پایان فصل      | [ ۲۴ ]         |
| ۲۳ اکتبر ۲۰۲۰   | MF  | انگلستان            | چای کوپر          | ساوتند یونایتد | دسامبر ۲۰۲۰    | [ ۲۵ ] [ الف ] |
| ۶ ژانویه ۲۰۲۱   | RB  | انگلستان            | جوبریل اوکدینا    | کمبریج یونایتد | پایان فصل      | [ ۲۷ ]         |
| ۱۴ ژانویه ۲۰۲۱  | RW  | انگلستان            | جک کلارک          | استوک سیتی     | پایان فصل      | [ ۲۸ ]         |
| ۱۸ ژانویه ۲۰۲۱  | DM  | انگلستان            | هاروی وایت        | پورتسموث       | پایان فصل      | [ ۲۹ ]         |
| ۲۲ ژانویه ۲۰۲۱  | GK  | انگلستان            | براندون آستین     | اورلاندو سیتی  | پایان فصل      | [ ۳۰ ]         |
| ۲۵ ژانویه ۲۰۲۱  | RW  | انگلستان            | شیلو تریسی        | کمبریج یونایتد | پایان فصل      | [ ۱۹ ]         |
| ۲۸ ژانویه ۲۰۲۱  | CB  | انگلستان            | ملاکی فگان-والکات | داندی          | پایان فصل      | [ ۳۱ ]         |
| ۱ فوریه ۲۰۲۱    | CF  | جمهوری ایرلند       | تروی پروت         | ایپسویچ تاون   | پایان فصل      | [ ۱۴ ]         |
| ۱ فوریه ۲۰۲۱    | CM  | قبرس                | جک رولز           | استیونج        | پایان فصل      | [ ۳۲ ]         |
| ۱ فوریه ۲۰۲۱    | CF  | انگلستان            | کازایا استرلینگ   | گریناک مرتن    | پایان فصل      | [ ۳۳ ]         |
| ۱ فوریه ۲۰۲۱    | GK  | آرژانتین            | پائولو گازانیگا   | الچه           | پایان فصل      | [ ۳۴ ]         |

1. ↑  قرض دادن کوپر به ساوتند، جهت کسب تجربه این بازیکن بود.[۲۶]

### بازیکنان خریداری شده
| از تاریخ        | پست | ملیت          | نام             | از            | مبلغ        | منبع   |
| --------------- | --- | ------------- | --------------- | ------------- | ----------- | ------ |
| ۲۸ ژوئیه ۲۰۲۰   | MF  | انگلستان      | الفی دیواین     | ویگان اتلتیک  | £۵۰۰٬۰۰۰    | [ ۳۵ ] |
| ۱۱ اوت ۲۰۲۰     | DM  | دانمارک       | پیر-امیل هویبرگ | ساوت‌همپتون    | £۱۵٬۰۰۰٬۰۰۰ | [ ۳۶ ] |
| ۱۸ اوت ۲۰۲۰     | GK  | انگلستان      | جو هارت         | بازیکن آزاد   | انتقال آزاد | [ ۳۷ ] |
| ۳۰ اوت ۲۰۲۰     | RB  | جمهوری ایرلند | مت داهرتی       | ولورهمپتون    | £۱۳٬۴۰۰٬۰۰۰ | [ ۳۸ ] |
| ۱۲ سپتامبر ۲۰۲۰ | RB  | انگلستان      | کینان فرگوسن    | شفیلد یونایتد | انتقال آزاد | [ ۳۹ ] |
| ۱۹ سپتامبر ۲۰۲۰ | LB  | اسپانیا       | سرخیو رگیلون    | رئال مادرید   | £۲۵٬۰۰۰٬۰۰۰ | [ ۴۰ ] |
| ۲۱ سپتامبر ۲۰۲۰ | CB  | استونی        | ماکسیم پاسکوتشی | فلورا         | اعلام نشد   | [ ۴۱ ] |
| ۳ اکتبر ۲۰۲۰    | RB  | انگلستان      | مارسل لاوینیر   | چلسی          | انتقال آزاد | [ ۴۲ ] |
| ۳ اکتبر ۲۰۲۰    | LB  | نیجریه        | توبی اوموله     | آرسنال        | انتقال آزاد | [ ۴۳ ] |
| ۱۶ اکتبر ۲۰۲۰   | CB  | ولز           | جو رادون        | سوانزی سیتی   | £۱۱٬۰۰۰٬۰۰۰ | [ ۴۴ ] |

### بازیکنان فروخته شده
| از تاریخ       | پست | ملیت     | نام                | به                | مبلغ        | منبع   |
| -------------- | --- | -------- | ------------------ | ----------------- | ----------- | ------ |
| ۱ ژوئیه ۲۰۲۰   | CB  | انگلستان | بنجامین وات        | آکسفورد یونایتد   | انتقال آزاد | [ ۴۵ ] |
| ۱۱ اوت ۲۰۲۰    | RB  | انگلستان | کایل واکر-پیترز    | ساوت‌همپتون        | £۱۲٬۰۰۰٬۰۰۰ | [ ۳۶ ] |
| ۱۷ اوت ۲۰۲۰    | CM  | انگلستان | لوک ایموس          | کویینز پارک رنجرز | اعلام نشد   | [ ۴۶ ] |
| ۱۷ اوت ۲۰۲۰    | CM  | انگلستان | آرماندو شاشو       | اتلتیکو بالآرس    | اعلام نشد   | [ ۴۷ ] |
| ۲۱ ژانویه ۲۰۲۱ | LM  | قبرس     | انتونی گئورگیو     | لیماسول           | اعلام نشد   | [ ۴۸ ] |
| ۳۱ ژانویه ۲۰۲۱ | RW  | اسپانیا  | مائوریتسیو پوچتینو | واتفورد           | انتقال آزاد | [ ۴۹ ] |
| ۱ فوریه ۲۰۲۱   | GK  | بلژیک    | یوناتان د بی       | مولنبیک           | اعلام نشد   | [ ۵۰ ] |

### عملکرد کلی در نقل و انتقالات
| تابستان: £۶۴٬۹۰۰٬۰۰۰ زمستان: £۰ مجموع: £۶۴٬۹۰۰٬۰۰۰ | تابستان: £۱۲٬۰۰۰٬۰۰۰ زمستان: £۰ مجموع: £۱۲٬۰۰۰٬۰۰۰ | تابستان: £۵۲٬۹۰۰٬۰۰۰ زمستان: £۰ مجموع: £۵۲٬۹۰۰٬۰۰۰ |

## پیش‌فصل و دوستانه
پیروزی
  تساوی
  شکست
  بازی
| ۲۲ اوت ۲۰۲۰ دوستانه | تاتنهام هاتسپر             | ۳–۰   | ایپسویچ تاون | تاتنهام، انگلستان                                            |
| ۱۵:۰۰ BST (UTC+1)   | - سسنیون ۶' - سون ۱۰'، ۲۹' | گزارش |              | ورزشگاه: ورزشگاه تاتنهام هاتسپر تماشاگران: ۰ داور: کوین فرند |

| ۲۸ اوت ۲۰۲۰ دوستانه | تاتنهام هاتسپر                               | ۴–۱   | ردینگ        | تاتنهام، انگلستان                                              |
| ۱۵:۳۰ BST (UTC+1)   | - ریچاردز '۷ - الی ۲۱' - سون ۳۹' - لاملا ۵۲' | گزارش | - پوشکاش '۸۰ | ورزشگاه: ورزشگاه تاتنهام هاتسپر تماشاگران: ۰ داور: کریگ پاوسون |

| ۲۹ اوت ۲۰۲۰ دوستانه | تاتنهام هاتسپر | ۱–۰   | بیرمنگام سیتی | تاتنهام، انگلستان                                            |
| ۱۵:۰۰ BST (UTC+1)   | - برخواین ۸۹'  | گزارش |               | ورزشگاه: ورزشگاه تاتنهام هاتسپر تماشاگران: ۰ داور: پیتر بنکس |

| ۵ سپتامبر ۲۰۲۰ دوستانه | واتفورد                                                                        | ۲–۱   | تاتنهام هاتسپر      | واتفورد، انگلستان                                         |
| ۱۵:۰۰ BST (UTC+1)      | - کینا ۲۰' - چالوبا '۳۰ - گری '۳۹ - فیلیپس '۶۹ - ژوآو پدرو '۷۶ - پنیاراندا '۸۱ | گزارش | - الی '۷۲ - سون '۷۹ | ورزشگاه: ورزشگاه ویکاریج رود تماشاگران: ۰ داور: جارد گیلت |

## مسابقات

### نگاه کلی
| رقابت       | اولین بازی      | آخرین بازی    | شروع دور        | جایگاه نهایی | آمار | آمار | آمار | آمار | آمار | آمار | آمار | آمار  |
| رقابت       | اولین بازی      | آخرین بازی    | شروع دور        | جایگاه نهایی | بازی | ب    | ت    | ش    | گ‌ز   | گ‌خ   | ت‌گ   | % برد |
| ----------- | --------------- | ------------- | --------------- | ------------ | ---- | ---- | ---- | ---- | ---- | ---- | ---- | ----- |
| لیگ برتر    | ۱۳ سپتامبر ۲۰۲۰ | ۲۳ مه ۲۰۲۱    | هفته اول        | هفتم         | ۳۸   | ۱۸   | ۸    | ۱۲   | ۶۸   | ۴۵   | ۲۳+  | ۰۴۷   |
| جام حذفی    | ۱۰ ژانویه ۲۰۲۱  | ۱۰ فوریه ۲۰۲۱ | دور سوم         | دور پنجم     | ۳    | ۲    | ۰    | ۱    | ۱۳   | ۶    | ۷+   | ۰۶۷   |
| جام اتحادیه | ۲۹ سپتامبر ۲۰۲۰ | ۲۵ آوریل ۲۰۲۱ | دور سوم         | نایب قهرمان  | ۴    | ۲    | ۱    | ۱    | ۶    | ۳    | ۳+   | ۰۵۰   |
| لیگ اروپا   | ۱۷ سپتامبر ۲۰۲۰ | ۱۸ مارس ۲۰۲۱  | دور دوم مقدماتی | یک‌هشتم نهایی | ۱۳   | ۱۰   | ۱    | ۲    | ۳۷   | ۱۳   | ۲۴+  | ۰۷۷   |
| مجموع       | مجموع           | مجموع         | مجموع           | مجموع        | ۵۸   | ۳۲   | ۱۰   | ۱۶   | ۱۲۴  | ۶۷   | ۵۷+  | ۰۵۵   |

آخرین به‌روزرسانی در: ۲۳ مه ۲۰۲۱

منبع: ساکِروِی

### لیگ برتر

#### جدول لیگ
2020–21 Premier League

#### خلاصه نتایج
| مجموع | مجموع  | مجموع | مجموع | مجموع | مجموع | مجموع | مجموع | خانه | خانه | خانه | خانه | خانه | خانه | مهمان | مهمان | مهمان | مهمان | مهمان | مهمان |
| بازی  | امتیاز | پ     | ت     | ش     | گ‌ز    | گ‌خ    | ت‌گ    | پ    | ت    | ش    | گ‌ز   | گ‌خ   | ت‌گ   | پ     | ت     | ش     | گ‌ز    | گ‌خ    | ت‌گ    |
| ----- | ------ | ----- | ----- | ----- | ----- | ----- | ----- | ---- | ---- | ---- | ---- | ---- | ---- | ----- | ----- | ----- | ----- | ----- | ----- |
| ۳۸    | ۶۲     | ۱۸    | ۸     | ۱۲    | ۶۸    | ۴۵    | ۲۳+   | ۱۰   | ۳    | ۶    | ۳۵   | ۲۰   | ۱۵+  | ۸     | ۵     | ۶     | ۳۳    | ۲۵    | ۸+    |

آخرین بروزرسانی: ۲۳ مه ۲۰۲۱

منبع: لیگ برتر

پ = پیروزی؛ ت = تساوی؛ ش = شکست؛ گ‌ز = گل زده؛ گ‌خ = گل خورده؛ ت‌گ = تفاضل گل

#### نتایج هفتگی
| هفته    | 1  | 2 | 3 | 4 | 5 | 6 | 7 | 8 | 9 | 10 | 11 | 12 | 13 | 14 | 15 | 16 | 17 | 18 | 19 | 20 | 21 | 22 | 23 | 24 | 25 | 26 | 27 | 28 | 29 | 30 | 31 | 32 | 33 | 34 | 35 | 36 | 37 | 38 |
| ------- | -- | - | - | - | - | - | - | - | - | -- | -- | -- | -- | -- | -- | -- | -- | -- | -- | -- | -- | -- | -- | -- | -- | -- | -- | -- | -- | -- | -- | -- | -- | -- | -- | -- | -- | -- |
| ورزشگاه | خ  | م | خ | م | خ | م | خ | م | خ | م  | خ  | م  | م  | خ  | م  | خ  | خ  | م  | م  | خ  | م  | خ  | خ  | م  | م  | خ  | م  | خ  | م  | م  | خ  | م  | خ  | خ  | م  | خ  | خ  | م  |
| نتیجه   | ش  | پ | ت | پ | ت | پ | پ | پ | پ | ت  | پ  | ت  | ش  | ش  | ت  | پ  | ت  | پ  | پ  | ش  | ش  | ش  | پ  | ش  | ش  | پ  | پ  | پ  | ش  | ت  | ش  | ت  | پ  | پ  | ش  | پ  | ش  | پ  |
| رتبه    | ۱۵ | ۶ | ۸ | ۶ | ۷ | ۵ | ۳ | ۲ | ۱ | ۱  | ۱  | ۱  | ۲  | ۶  | ۶  | ۵  | ۳  | ۶  | ۵  | ۶  | ۶  | ۸  | ۸  | ۹  | ۹  | ۸  | ۸  | ۷  | ۶  | ۶  | ۷  | ۷  | ۶  | ۶  | ۷  | ۶  | ۷  | ۷  |

#### بازی‌ها
جدول زمانی رقابت‌های لیگ در ۲۰ اوت ۲۰۲۰ اعلام شد.
| ۱۳ سپتامبر ۲۰۲۰ ۱ | تاتنهام هاتسپر | ۰–۱   | اورتون            | تاتنهام                                                            |
| ۱۶:۳۰ BST (UTC+1) | - هویبرگ '۸۵   | گزارش | - کالورت-لوین ۵۵' | ورزشگاه: ورزشگاه تاتنهام هاتسپر تماشاگران: ۰ داور: مارتین اتکینسون |

| ۲۰ سپتامبر ۲۰۲۰ ۲ | ساوت‌همپتون                                                                | ۲–۵   | تاتنهام هاتسپر                                                                     | ساوت‌همپتون                                               |
| ۱۲:۰۰ BST (UTC+1) | - Romeu '۵ - Ings ۳۲'، ۹۰' (پ.) - Adams '۳۹ - Bertrand '۴۴ - Stephens '۶۸ | گزارش | - اندومبله '۴۵+۱ - سون ۴۵+۲'، ۴۷'، ۶۴'، ۷۳' - داهرتی '۷۹ - کین ۸۲' - لو سلسو '۹۰+۳ | ورزشگاه: ورزشگاه سنت مریز تماشاگران: ۰ داور: David Coote |

| ۲۷ سپتامبر ۲۰۲۰ ۳ | تاتنهام هاتسپر            | ۱–۱   | نیوکاسل یونایتد                                                            | تاتنهام                                                         |
| ۱۴:۰۰ BST (UTC+1) | - Lucas ۲۵' - Winks '۹۰+۶ | گزارش | - Shelvey '۴۴ - جوئلینتون '۵۳ - Lewis '۸۲ - Hayden '۹۰ - Wilson ۹۰+۷' (پ.) | ورزشگاه: ورزشگاه تاتنهام هاتسپر تماشاگران: ۰ داور: Peter Bankes |

| ۴ اکتبر ۲۰۲۰ ۴    | منچستر یونایتد                                        | ۱–۶   | تاتنهام هاتسپر                                                            | منچستر بزرگ                                                   |
| ۱۶:۳۰ BST (UTC+1) | - Fernandes ۲' (پ.) - Martial - Bailly '۶۳ - Shaw '۸۴ | گزارش | - اندومبله ۴' - سون ۷'، ۳۷' - کین ۳۰'، ۷۹' (پ.) - Lamela '۳۲ - Aurier ۵۱' | ورزشگاه: ورزشگاه الدترافورد تماشاگران: ۰ داور: Anthony Taylor |

| ۱۸ اکتبر ۲۰۲۰ ۵   | تاتنهام هاتسپر         | ۳–۳   | وستهام یونایتد | تاتنهام                                                         |
| ۱۶:۳۰ BST (UTC+1) | - سون ۱' - کین ۸'، ۱۶' | گزارش | - Antonio '۲۰ - Ogbonna '۷۲ - Souček '۷۷ - Balbuena ۸۲' - Sánchez ۸۵' (گل‌به‌خودی) - Masuaku '۹۰ - Lanzini ۹۰+۴', '۹۰+۵ | ورزشگاه: ورزشگاه تاتنهام هاتسپر تماشاگران: ۰ داور: Paul Tierney |

| ۲۶ اکتبر ۲۰۲۰ ۶   | برنلی                     | ۰–۱   | تاتنهام هاتسپر | برنلی                                                       |
| ۲۰:۰۰ GMT (UTC±۰) | - Brownhill '۲ - Long '۸۰ | گزارش | - سون ۷۶'      | ورزشگاه: ورزشگاه تارف مور تماشاگران: ۰ داور: Michael Oliver |

| ۱ نوامبر ۲۰۲۰ ۷   | تاتنهام هاتسپر                                         | ۲–۱   | برایتون                    | تاتنهام                                                         |
| ۱۹:۱۵ GMT (UTC±۰) | - اندومبله '۷ - کین ۱۳' (پ.) - Reguilón '۳۹ - Bale ۷۳' | گزارش | - Burn '۴۵+۴ - Lamptey ۵۶' | ورزشگاه: ورزشگاه تاتنهام هاتسپر تماشاگران: ۰ داور: Graham Scott |

| ۸ نوامبر ۲۰۲۰ ۸   | وست برومویچ آلبیون | ۰–۱   | تاتنهام هاتسپر | وست برومویچ                                                |
| ۱۲:۰۰ GMT (UTC±۰) | - Bartley '۴۴      | گزارش | - کین ۸۸'      | ورزشگاه: ورزشگاه هاوتورنز تماشاگران: ۰ داور: Andrew Madley |

| ۲۱ نوامبر ۲۰۲۰ ۹  | تاتنهام هاتسپر                                 | ۲–۰   | منچستر سیتی             | تاتنهام                                                      |
| ۱۷:۳۰ GMT (UTC±۰) | - سون ۵' - Sissoko '۴۲ - لو سلسو ۶۵' - کین '۹۰ | گزارش | - Dias '۸۷ - Torres '۸۸ | ورزشگاه: ورزشگاه تاتنهام هاتسپر تماشاگران: ۰ داور: Mike Dean |

| ۲۹ نوامبر ۲۰۲۰ ۱۰ | چلسی                                             | ۰–۰   | تاتنهام هاتسپر                | فولام                                                    |
| ۱۶:۳۰ GMT (UTC±۰) | - Ziyech '۲۹ - James '۵۳ - Zouma '۵۵ - Mount '۷۶ | گزارش | - Bergwijn '۵۰ - Reguilón '۸۹ | ورزشگاه: Stamford Bridge تماشاگران: ۰ داور: Paul Tierney |

| ۶ دسامبر ۲۰۲۰ ۱۱  | تاتنهام هاتسپر                      | ۲–۰   | آرسنال                      | تاتنهام                                                                |
| ۱۶:۳۰ GMT (UTC±۰) | - سون ۱۳' - لو سلسو '۴۱ - کین ۴۵+۱' | گزارش | - Xhaka '۷۵ - Lacazette '۸۰ | ورزشگاه: ورزشگاه تاتنهام هاتسپر تماشاگران: ۲٬۰۰۰ داور: مارتین اتکینسون |

| ۱۳ دسامبر ۲۰۲۰ ۱۲ | کریستال پالاس               | ۱–۱   | تاتنهام هاتسپر         | سلهرست                                                         |
| ۱۴:۱۵ GMT (UTC±۰) | - میلیوویویچ '۲۰ - شلاپ ۸۱' | گزارش | - کین ۲۳' - سیسوکو '۳۸ | ورزشگاه: ورزشگاه سلهارست پارک تماشاگران: ۲٬۰۰۰ داور: کوین فرند |

| ۱۶ دسامبر ۲۰۲۰ ۱۳ | لیورپول                   | ۲–۱   | تاتنهام هاتسپر                       | لیورپول                                                       |
| ۲۰:۰۰ GMT (UTC±۰) | - Salah ۲۶' - Firmino ۹۰' | گزارش | - سون ۳۳' - لو سلسو '۴۸ - هویبرگ '۵۴ | ورزشگاه: ورزشگاه آنفیلد تماشاگران: ۲٬۰۰۰ داور: Anthony Taylor |

| ۲۰ دسامبر ۲۰۲۰ ۱۴ | تاتنهام هاتسپر         | ۰–۲   | لستر سیتی                                                                     | تاتنهام                                                         |
| ۱۴:۱۵ GMT (UTC±۰) | - Dier '۷۹ - Winks '۸۱ | گزارش | - Albrighton '۳۲ - Vardy ۴۵+۴' (پ.) - Alderweireld ۵۹' (گل‌به‌خودی) - Ndidi '۷۲ | ورزشگاه: ورزشگاه تاتنهام هاتسپر تماشاگران: ۰ داور: Craig Pawson |

| ۲۷ دسامبر ۲۰۲۰ ۱۵ | ولورهمپتون                                                      | ۱–۱   | تاتنهام هاتسپر              | ولورهمپتون                                        |
| ۱۹:۱۵ GMT (UTC±۰) | - Podence '۴۶ - Coady '۵۸ - Marçal '۶۸ - Semedo '۷۰ - Saïss ۸۶' | گزارش | - اندومبله ۱' - Winks '۴۵+۱ | ورزشگاه: Molineux تماشاگران: ۰ داور: Paul Tierney |

| ۲ ژانویه ۲۰۲۱ ۱۷  | تاتنهام هاتسپر                                                                | ۳–۰   | لیدز یونایتد   | تاتنهام                                                        |
| ۱۲:۳۰ GMT (UTC±۰) | - کین ۲۹' (پ.) - سون ۴۳' - Alderweireld ۵۰' - Winks '۵۴ - داهرتی - هویبرگ '۸۵ | گزارش | - Phillips '۸۹ | ورزشگاه: ورزشگاه تاتنهام هاتسپر تماشاگران: ۰ داور: David Coote |

| ۱۳ ژانویه ۲۰۲۱ ۱۶ | تاتنهام هاتسپر         | ۱–۱   | فولام                                                 | تاتنهام                                                         |
| ۲۰:۱۵ GMT (UTC±۰) | - کین ۲۵' - هویبرگ '۶۴ | گزارش | - Zambo Anguissa '۱۸ - Cavaleiro ۷۴' - Andersen '۹۰+۲ | ورزشگاه: ورزشگاه تاتنهام هاتسپر تماشاگران: ۰ داور: Paul Tierney |
| یادداشت: The match was originally scheduled for 30 December 2020, but was postponed due to safety concerns following a کووید ۱۹ outbreak at Fulham. |                        |       |                                                       |                                                                 |

| ۱۷ ژانویه ۲۰۲۱ ۱۹ | شفیلد یونایتد                                                            | ۱–۳   | تاتنهام هاتسپر                       | شفیلد                                                       |
| ۱۴:۰۵ GMT (UTC±۰) | - Norwood '۲۳ - Lundstram '۵۰ - McGoldrick ۵۹' - Egan '۸۶ - Ampadu '۹۰+۱ | گزارش | - Aurier ۵' - کین ۴۰' - اندومبله ۶۲' | ورزشگاه: ورزشگاه برامال لین تماشاگران: ۰ داور: آندره مارینر |

| ۲۸ ژانویه ۲۰۲۱ ۲۰ | تاتنهام هاتسپر              | ۱–۳   | لیورپول                                                                       | تاتنهام                                                            |
| ۲۰:۰۰ GMT (UTC±۰) | - Bergwijn '۳۰ - هویبرگ ۴۹' | گزارش | - Thiago '۲۴ - Firmino ۴۵+۴' - Alexander-Arnold ۴۷' - Phillips '۵۰ - Mané ۶۵' | ورزشگاه: ورزشگاه تاتنهام هاتسپر تماشاگران: ۰ داور: مارتین اتکینسون |

| ۳۱ ژانویه ۲۰۲۱ ۲۱ | برایتون                                | ۱–۰   | تاتنهام هاتسپر     | فالمر                                                  |
| ۱۹:۱۵ GMT (UTC±۰) | - Trossard ۱۷' - Maupay '۷۱ - Burn '۸۷ | گزارش | - Alderweireld '۶۶ | ورزشگاه: ورزشگاه فالمر تماشاگران: ۰ داور: Peter Bankes |

| ۴ فوریه ۲۰۲۱ 22   | تاتنهام هاتسپر                  | ۰–۱   | چلسی                                                            | تاتنهام                                                         |
| ۲۰:۰۰ GMT (UTC±۰) | - Alderweireld '۵۰ - هویبرگ '۶۳ | گزارش | - Jorginho ۲۴' (پ.) - Pulisic '۷۹ - Kanté '۸۱ - Azpilicueta '۸۸ | ورزشگاه: ورزشگاه تاتنهام هاتسپر تماشاگران: ۰ داور: آندره مارینر |

| ۷ فوریه ۲۰۲۱ ۲۳   | تاتنهام هاتسپر                   | ۲–۰   | وست برومویچ آلبیون                | تاتنهام                                                         |
| ۱۲:۰۰ GMT (UTC±۰) | - کین ۵۴' - سون ۵۸' - Lamela '۶۴ | گزارش | - Snodgrass '۷۷ - Gallagher '۹۰+۳ | ورزشگاه: ورزشگاه تاتنهام هاتسپر تماشاگران: ۰ داور: استوارت اتول |

| ۱۳ فوریه ۲۰۲۱ ۲۴  | منچستر سیتی                                      | ۳–۰   | تاتنهام هاتسپر                         | منچستر                                                      |
| ۱۷:۳۰ GMT (UTC±۰) | - Rodri ۲۳' (پ.) - Silva '۲۹ - Gündoğan ۵۰'، ۶۶' | گزارش | - Lamela '۶۵ - Dier '۷۷ - Davies '۹۰+۲ | ورزشگاه: ورزشگاه شهر منچستر تماشاگران: ۰ داور: Paul Tierney |

| ۲۱ فوریه ۲۰۲۱ ۲۵  | وستهام یونایتد                                                        | ۲–۱   | تاتنهام هاتسپر                                       | استراتفورد                                                   |
| ۱۲:۰۰ GMT (UTC±۰) | - Antonio ۵', '۶۹ - Lingard ۴۷' - Souček '۵۶ - Diop '۶۲ - Fornals '۷۲ | گزارش | - Lamela '۳۶ - هویبرگ '۴۲ - Reguilón '۴۴ - Lucas ۶۴' | ورزشگاه: ورزشگاه المپیک لندن تماشاگران: ۰ داور: Craig Pawson |

| ۲۸ فوریه ۲۰۲۱ ۲۶  | تاتنهام هاتسپر                       | ۴–۰   | برنلی | تاتنهام                                                         |
| ۱۴:۰۰ GMT (UTC±۰) | - Bale ۲'، ۵۵' - کین ۱۵' - Lucas ۳۱' | گزارش |       | ورزشگاه: ورزشگاه تاتنهام هاتسپر تماشاگران: ۰ داور: Kevin Friend |

| ۴ مارس ۲۰۲۱ ۳۳    | فولام                      | ۰–۱   | تاتنهام هاتسپر                           | فولام                                                      |
| ۱۸:۰۰ GMT (UTC±۰) | - Lookman '۳۹ - Reed '۹۰+۴ | گزارش | - Adarabioyo ۱۹' (گل‌به‌خودی) - Bale '۴۵+۱ | ورزشگاه: ورزشگاه کریون کاتج تماشاگران: ۰ داور: David Coote |

| ۷ مارس ۲۰۲۱ ۲۷    | تاتنهام هاتسپر                                                        | ۴–۱   | کریستال پالاس                                           | تاتنهام                                                         |
| ۱۹:۱۵ GMT (UTC±۰) | - Bale ۲۵'، ۴۹' - کین ۵۲'، ۷۷' - داهرتی '۹۰+۱ - کارلوس وینیسیوس '۹۰+۵ | گزارش | - Ayew '۲۹ - Cahill '۳۵ - Benteke ۴۵+۱' - Riedewald '۴۷ | ورزشگاه: ورزشگاه تاتنهام هاتسپر تماشاگران: ۰ داور: استوارت اتول |

| ۱۴ مارس ۲۰۲۱ ۲۸   | آرسنال                                          | ۲–۱   | تاتنهام هاتسپر                             | هالووی                                                    |
| ۱۶:۳۰ GMT (UTC±۰) | - Ødegaard ۴۴' - Lacazette ۶۴' (پ.) - Xhaka '۸۲ | گزارش | - Lamela ۳۳', - Reguilón '۴۰ - Sánchez '۶۳ | ورزشگاه: ورزشگاه امارات تماشاگران: ۰ داور: Michael Oliver |

| ۲۱ مارس ۲۰۲۱ ۱۸ | استون ویلا                              | ۰–۲   | تاتنهام هاتسپر                                          | استون، بیرمنگام                                         |
| ۱۹:۳۰ GMT (UTC±۰) | - Cash '۷۴ - McGinn '۸۶ - Targett '۹۰+۳ | گزارش | - کارلوس وینیسیوس ۲۹', '۸۳ - لو سلسو '۶۳ - کین ۶۸' (پ.) | ورزشگاه: ورزشگاه ویلا پارک تماشاگران: ۰ داور: Mike Dean |
| یادداشت: The match originally scheduled for 13 January 2021, but postponed due to a کووید ۱۹ outbreak at Aston Villa's training ground. |                                         |       |                                                         |                                                         |

| ۴ آوریل ۲۰۲۱ ۳۰   | نیوکاسل یونایتد                                                         | ۲–۲   | تاتنهام هاتسپر                              | نیوکاسل                                                        |
| ۱۴:۰۵ BST (UTC+1) | - جوئلینتون ۲۸' - Dummett '۶۵ - Shelvey '۷۲ - Almirón '۸۵ - Willock ۸۶' | گزارش | - کین ۳۰'، ۳۴' - لو سلسو '۴۵ - Tanganga '۶۳ | ورزشگاه: ورزشگاه سنت جیمز پارک تماشاگران: ۰ داور: Craig Pawson |

| ۱۱ آوریل ۲۰۲۱ ۳۱  | تاتنهام هاتسپر            | ۱–۳   | منچستر یونایتد                                                                               | تاتنهام                                                           |
| ۱۶:۳۰ BST (UTC+1) | - سون ۴۰' - Sissoko '۹۰+۲ | گزارش | - McTominay '۱۸ - Cavani '۴۱, ۷۹' - Fred '۴۸, ۵۷' - Shaw '۶۸ - Maguire '۷۰ - Greenwood ۹۰+۶' | ورزشگاه: ورزشگاه تاتنهام هاتسپر تماشاگران: ۰ داور: Chris Kavanagh |

| ۱۶ آوریل ۲۰۲۱ ۳۲  | اورتون                                  | ۲–۲   | تاتنهام هاتسپر             | لیورپول                                                         |
| ۲۰:۰۰ BST (UTC+1) | - Davies '۲۱ - Sigurðsson ۳۱' (پ.)، ۶۲' | گزارش | - هویبرگ '۷ - کین ۲۷'، ۶۸' | ورزشگاه: ورزشگاه گودیسون پارک تماشاگران: ۰ داور: Michael Oliver |

| ۲۱ آوریل ۲۰۲۱ ۲۹ | تاتنهام هاتسپر                                        | ۲–۱   | ساوت‌همپتون               | تاتنهام                                                        |
| ۱۸:۰۰ BST (UTC+1) | - اندومبله '۴۳ - Bale ۶۰' - سون ۸۹' (پ.) - Dier '۹۰+۵ | گزارش | - Ings ۳۰' - Djenepo '۸۷ | ورزشگاه: ورزشگاه تاتنهام هاتسپر تماشاگران: ۰ داور: David Coote |
| یادداشت: The match was originally scheduled for 20 March 2021, but was postponed due to Southampton's involvement in the FA Cup quarter-finals. |                                                       |       |                          |                                                                |

| ۲ مه ۲۰۲۱ ۳۴      | تاتنهام هاتسپر                              | ۴–۰   | شفیلد یونایتد | تاتنهام                                                         |
| ۱۹:۱۵ BST (UTC+1) | - Bale ۳۶'، ۶۱'، ۶۹' - سون ۷۷' - هویبرگ '۸۸ | گزارش | - Egan '۱۸    | ورزشگاه: ورزشگاه تاتنهام هاتسپر تماشاگران: ۰ داور: آندره مارینر |

| ۸ مه ۲۰۲۱ ۳۵      | لیدز یونایتد                                        | ۳–۱   | تاتنهام هاتسپر                       | لیدز                                                         |
| ۱۲:۳۰ BST (UTC+1) | - Dallas ۱۳' - Bamford ۴۲' - Koch '۵۲ - Rodrigo ۸۴' | گزارش | - سون ۲۵' - Reguilón '۶۱ - Lucas '۶۸ | ورزشگاه: ورزشگاه الاند رود تماشاگران: ۰ داور: Michael Oliver |

| ۱۶ مه ۲۰۲۱ ۳۶     | تاتنهام هاتسپر                        | ۲–۰   | ولورهمپتون | تاتنهام                                                            |
| ۱۴:۰۵ BST (UTC+1) | - کین ۴۵' - هویبرگ ۶۲' - Tanganga '۸۶ | گزارش |            | ورزشگاه: ورزشگاه تاتنهام هاتسپر تماشاگران: ۰ داور: مارتین اتکینسون |

| ۱۹ مه ۲۰۲۱ ۳۷     | تاتنهام هاتسپر             | ۱–۲   | استون ویلا                                             | تاتنهام                                                              |
| ۱۸:۰۰ BST (UTC+1) | - Bergwijn ۸' - هویبرگ '۴۳ | گزارش | - Reguilón ۲۰' (گل‌به‌خودی) - Watkins ۳۹' - McGinn '۹۰+۱ | ورزشگاه: ورزشگاه تاتنهام هاتسپر تماشاگران: ۱۰٬۰۰۰ داور: Craig Pawson |

| ۲۳ مه ۲۰۲۱ ۳۸     | لستر سیتی                  | ۲–۴   | تاتنهام هاتسپر                                                                     | لستر                                                            |
| ۱۶:۰۰ BST (UTC+1) | - Vardy ۱۸' (پ.)، ۵۲' (پ.) | گزارش | - کین ۴۱' - Bergwijn '۵۸ - Schmeichel ۷۶' (گل‌به‌خودی) - Winks '۸۳ - Bale ۸۷'، ۹۰+۶' | ورزشگاه: ورزشگاه کینگ‌پاور تماشاگران: ۸٬۰۰۰ داور: Anthony Taylor |

### جام حذفی
قرعه‌کشی دور سوم در ۳۰ نوامبر ۲۰۲۰ در بی‌بی‌سی انجام شد و با انتخاب رابی سوج، تاتنهام باید در یک بازی خارج از خانه به مصاف مارین می‌رفت که تیمی از دسته اول لیگ برتر شمال غرب، در رده هشتم هرم فوتبال انگلستان بود. قرعه‌کشی دور چهارم و پنجم در ۱۱ ژانویه توسط پیتر کراوچ انجام شد.
| ۱۰ ژانویه ۲۰۲۱ دور سوم | مارین      | ۰–۵   | تاتنهام هاتسپر                                           | کرازبی                                           |
| ۱۷:۰۰ GMT (UTC±۰)      | - جویس '۷۸ | گزارش | - کارلوس وینیسیوس ۲۴'، ۳۰'، ۳۷' - لوکاس ۳۲' - دیواین ۶۰' | ورزشگاه: رزت پارک تماشاگران: ۰ داور: مایکل الیور |

| ۲۵ ژانویه ۲۰۲۱ دور چهارم | وایکام واندررز  | ۱–۴   | تاتنهام هاتسپر                                | های ویکام                                                |
| ۱۹:۴۵ GMT (UTC±۰)        | - اونیدینما ۲۵' | گزارش | - بیل ۴۵+۲' - وینکس ۸۶' - اندومبله ۸۷'، ۹۰+۳' | ورزشگاه: پارک ورزشی آدامز تماشاگران: ۰ داور: جاناتان ماس |

| ۱۰ فوریه ۲۰۲۱ دور پنجم | اورتون                                                                                                   | ۵–۴ (و.ا.) | تاتنهام هاتسپر                                                        | لیورپول                                                    |
| ۲۰:۱۵ GMT (UTC±۰)      | - کالورت-لوین ۳۶' - ریشارلیسون ۳۸'، ۶۸'، '۹۰+۲ - سیگرسون '۴۳ ، '۴۷ - مینا '۶۶ - دینیه '۹۰+۳ - برنارد ۹۷' | گزارش      | - سانچز ۳'، ۵۷' - لاملا ۴۵+۳' - کین ۸۳'، '۹۰+۳ - الی '۸۸ - وینکس '۱۰۰ | ورزشگاه: ورزشگاه گودیسون پارک تماشاگران: ۰ داور: دیوید کوت |

### جام اتحادیه
قرعه‌کشی برای هر دو دور دوم و سوم در ۶ سپتامبر، به طور زنده در اسکای اسپورت توسط فیل باب انجام شد. در ۲۱ سپتامبر، بازی دور سوم تاتنهام مقابل لیتون اورینت به دلیل آزمایش مثبت کووید ۱۹ چند عضو تیم لیتون به تعویق افتاد. در ۲۵ سپتامبر، لیگ فوتبال انگلیس بیانیه‌ای صادر کرد و گفت: «...مطابق با قانون ۵٫۱ جام کارابائو، باشگاه [لیتون اورینت] نتوانسته است به تعهدات خود برای تکمیل بازی به موجب دستور شورا عمل کند و بنابراین بازی را از دست می‌دهد» و «طبق قوانین جام کارابائو، تاتنهام هاتسپر برای صعود به دور چهارم جام کارابائو، یک قرعه استراحت دریافت می‌کند». در دور چهارم، آنها با چلسی بازی کردند که پس از تساوی ۱–۱، مستقیماً به ضربات پنالتی رفت و تاتنهام با نتیجه ۵–۴ پیروز شد تا به دور بعد صعود کند. تاتنهام در مرحله یک چهارم نهایی مقابل استوک سیتی با نتیجه ۳–۱ پیروز شد و به نیمه نهایی رسید. در نیمه نهایی، که تنها در یک بازی انجام شد، تاتنهام، برنتفورد ۱۰ نفره را ۲–۰ شکست داد تا حریف  منچستر سیتی در فینال شود، اما با شکست ۱–۰، جام را به سیتی واگذار کرد.
| ۲۲ سپتامبر ۲۰۲۰ دور سوم | لیتون اورینت | پیروزی تاتنهام | تاتنهام هاتسپر | لیتون، لندن بزرگ    |
| ۱۸:۰۰ BST (UTC+1) |              |                |                | ورزشگاه: بریزبن رود |
| یادداشت: بازی بین لیتون اورینت و تاتنهام پس از مثبت شدن تست کوید ۱۹ بازیکنان اورینت به تعویق افتاد. در ۲۵ سپتامبر، اعلام شد که تاتنهام به دلیل ناتوانی لیتون در انجام بازی، در دور سوم قرعه استراحت دریافت کرده است. |              |                |                |                     |

| ۲۹ سپتامبر ۲۰۲۰ دور چهارم            | تاتنهام هاتسپر                         | ۱–۱ (۵–۴ پنالتی)                                     | چلسی                                     | تاتنهام                                                     |
| ۱۹:۴۵ BST (UTC+1)                    | - اوریه '۵۹ - تانگانگا '۶۱ - لاملا ۸۴' | گزارش                                                | - ورنر ۱۹' - کواچیچ '۴۵+۲ - جورجینیو '۸۳ | ورزشگاه: ورزشگاه تاتنهام هاتسپر تماشاگران: ۰ داور: لی میسون |
|                                      | ضربات پنالتی                           |                                                      |                                          |                                                             |
| - دایر - لاملا - هویبرگ - مورا - کین |                                        | - آبراهام - آزپیلیکوئتا - جورجینیو - پالمیری - ماونت |                                          |                                                             |

| ۲۳ دسامبر ۲۰۲۰ یک چهارم نهایی | استوک سیتی                 | ۱–۳   | تاتنهام هاتسپر                  | استوک-آن-ترنت                                            |
| ۱۷:۳۰ GMT (UTC±۰)             | - کالینز '۳۰ - تامپسون ۵۳' | گزارش | - بیل ۲۲' - دیویس ۷۰' - کین ۸۱' | ورزشگاه: ورزشگاه بریتانیا تماشاگران: ۰ داور: دارن انگلند |

| ۵ ژانویه ۲۰۲۱ نیمه نهایی | تاتنهام هاتسپر                      | ۲–۰   | برنتفورد                                           | تاتنهام                                                    |
| ۱۹:۴۵ GMT (UTC±۰) | - سیسوکو ۱۲' - رگیلون '۵۲ - سون ۷۰' | گزارش | - کانوس '۱۴ - جانلت '۱۸ - امبومو '۵۱ - داسیلوا '۸۴ | ورزشگاه: ورزشگاه تاتنهام هاتسپر تماشاگران: ۰ داور: میک دین |
| یادداشت: برای فصل ۲۱–۲۰۲۰، نیمه نهایی جام اتحادیه تنها در یک بازی برگزار شد تا فشردگی مسابقات ناشی از شیوع کووید-۱۹ و شروع دیرهنگام فصل کاهش یابد. |                                     |       |                                                    |                                                            |

| ۲۵ آوریل ۲۰۲۱ فینال | منچستر سیتی                        | ۱–۰   | تاتنهام هاتسپر | لندن                                                     |
| ۱۶:۳۰ BST (UTC+1)   | - لاپورت '۴۵، ۸۲' - فرناندینیو '۵۹ | گزارش | - رگیلون '۲۷   | ورزشگاه: ورزشگاه ومبلی تماشاگران: ۷٬۷۷۳ داور: پاول تیرنی |

### لیگ اروپا

#### مرحله مقدماتی
قرعه‌کشی دور دوم مقدماتی در ۳۱ اوت و قرعه‌کشی دور سوم در ۱ سپتامبر برگزار شد. قرعه‌های مرحله پلی‌آف در ۱۸ سپتامبر معین شد.
| ۱۷ سپتامبر ۲۰۲۰ دور دوم مقدماتی | لوکوموتیف پلوودیف                                                          | ۱–۲   | تاتنهام هاتسپر           | پلوودیف، بلغارستان                                                |
| ۱۸:۰۰ CEST (UTC+2)              | - کاراگارن '۵۱ '۷۸ - آلمیدا '۶۷، '۷۸ - مینچف ۷۱' - سوتانوف '۷۸ - ماسرو '۸۷ | گزارش | - کین '۸۰ - اندومبله ۸۵' | ورزشگاه: ورزشگاه لوکوموتیف تماشاگران: ۰ داور: هارم اوسمرز (آلمان) |

| ۲۴ سپتامبر ۲۰۲۰ دور سوم مقدماتی | اشکندیا                    | ۱–۳   | تاتنهام هاتسپر                             | اسکوپیه، مقدونیه شمالی                                             |
| ۲۰:۰۰ CEST (UTC+2) | - بیتولایی '۳۹ - نافیو ۵۵' | گزارش | - لاملا ۵' - وینکس '۳۶ - سون ۷۰' - کین ۷۹' | ورزشگاه: ورزشگاه فیلیپ دوم تماشاگران: ۰ داور: علی پالابییک (ترکیه) |
| یادداشت: اشکندیا در ورزشگاه فیلیپ دوم شهر اسکوپیه میزبان تاتنهام بود به جای آنکه در ورزشگاه خانگی‌اش، اکولوگ آرنای تتوفو بازی را برگزار کند. |                            |       |                                            |                                                                    |

| ۱ اکتبر ۲۰۲۰ مرحله پلی‌آف | تاتنهام هاتسپر                                                        | ۷–۲   | مکابی حیفا                 | تاتنهام، انگلستان                                                     |
| ۲۰:۰۰ BST (UTC+1)        | - کین ۲'، ۵۶' (پنالتی)، ۷۴' - مورا ۲۱' - لو سلسو ۳۷'، ۴۰' - الی '۹۰+۱ | گزارش | - چری ۱۷' - روکاویتسیا '۵۲ | ورزشگاه: ورزشگاه تاتنهام هاتسپر تماشاگران: ۰ داور: رودی بوکه (فرانسه) |

#### مرحله گروهی
قرعه‌کشی مرحله گروهی در ۲ اکتبر ۲۰۲۰ برگزار شد.
الگو:2020–21 UEFA Europa League group tables
| ۲۲ اکتبر ۲۰۲۰ ۱   | تاتنهام هاتسپر                     | ۳–۰   | لاسک           | تاتنهام، انگلستان                                                     |
| ۲۰:۰۰ BST (UTC+1) | - مورا ۱۸' - آندراده '۲۷ - سون ۸۴' | گزارش | - میچورل '۴۵+۲ | ورزشگاه: ورزشگاه تاتنهام هاتسپر تماشاگران: ۰ داور: محمد الحکیم (سوئد) |

| ۲۹ اکتبر ۲۰۲۰ ۲   | رویال آنتورپ                                               | ۱–۰   | تاتنهام هاتسپر | آنتورپ، بلژیک                                                          |
| ۱۸:۵۵ CET (UTC+1) | - سک '۲۰ - رافائلوف ۲۹'، '۵۰ - فرستراته '۸۴ - ام‌بوکانی '۹۰ | گزارش |                | ورزشگاه: ورزشگاه بوسیل تماشاگران: ۰ داور: مائوریتسیو ماریانی (ایتالیا) |

| ۵ نوامبر ۲۰۲۰ ۳   | لودوگورتس رازگراد      | ۱–۳   | تاتنهام هاتسپر                                  | رازگراد، بلغارستان                                             |
| ۱۸:۵۵ CET (UTC+1) | - آنیست '۱۵ - کشرو ۵۰' | گزارش | - کین ۱۳' - مورا ۳۳' - لو سلسو ۶۲' - داهرتی '۷۹ | ورزشگاه: هوفپهارما آرنا تماشاگران: ۰ داور: فران یوویچ (کرواسی) |

| ۲۶ نوامبر ۲۰۲۰ ۴  | تاتنهام هاتسپر                                                                  | ۴–۰   | لودوگورتس رازگراد       | تاتنهام، انگلستان                                                             |
| ۲۰:۰۰ GMT (UTC±۰) | - کارلوس وینیسیوس ۱۶'، ۳۴' - اندومبله '۵۲ - وینکس ۶۳' - مورا ۷۳' - هویبرگ '۹۰+۴ | گزارش | - کشرو '۶ - دسپودوف '۴۳ | ورزشگاه: ورزشگاه تاتنهام هاتسپر تماشاگران: ۰ داور: گیورگی کرواشویلی (گرجستان) |

| ۳ دسامبر ۲۰۲۰ ۵   | لاسک                                                                                | ۳–۳   | تاتنهام هاتسپر                                   | لینتس، اتریش                                                        |
| ۱۸:۵۵ CET (UTC+1) | - میچورل '۳۳، ۴۲' - آندراده '۴۵+۱ - کاراموکو '۸۰، ۹۰+۳' - اگشتاین ۸۴' - ویزینگر '۸۶ | گزارش | - مورا '۲۵ - بیل '۴۵+۲ - سون ۵۶' - الی '۸۶ ، '۸۸ | ورزشگاه: ورزشگاه لینتسر تماشاگران: ۰ داور: پاول راتسکووسکی (لهستان) |

| ۱۰ دسامبر ۲۰۲۰ ۶  | تاتنهام هاتسپر                                  | ۲–۰   | آنتورپ                 | تاتنهام، انگلستان                                                                |
| ۲۰:۰۰ GMT (UTC±۰) | - کارلوس وینیسیوس ۵۷' - لو سلسو ۷۱' - سانچز '۸۷ | گزارش | - سک '۲۵ - آمپوماه '۷۷ | ورزشگاه: ورزشگاه تاتنهام هاتسپر تماشاگران: ۲۰۰۰ داور: خسوس خیل مانزانو (اسپانیا) |

#### مرحله حذفی

##### یک‌شانزدهم نهایی
قرعه‌کشی این مرحله در ۱۴ دسامبر ۲۰۲۱ برگزار شد.
| ۱۸ فوریه ۲۰۲۱ دور رفت | ولفسبرگر                   | ۱–۴   | تاتنهام هاتسپر                                                                           | بوداپست، مجارستان                                                           |
| ۱۸:۵۵ CET (UTC+1) | - لیندل '۵۵ - اسپرنگلر '۶۲ | گزارش | - سون ۱۳' - بیل ۲۸' - مورا ۳۴' - الی '۴۲ - سیسوکو '۵۴ - هویبرگ '۸۲ - کارلوس وینیسیوس ۸۸' | ورزشگاه: ورزشگاه فرنتس پوشکاش (۲۰۱۹) تماشاگران: ۰ داور: علی پالابیک (ترکیه) |
| یادداشت: در ابتدا قرار بود تا این بازی در ورزشگاه هایپو-آرنای شهر کلاگن‌فورت برگزار شود، اما به دلیل محدودیت‌های مربوط به همه‌گیری کووید-۱۹ که توسط اتریش برای مسافران بریتانیایی به دلیل نگرانی از سویه جدید کووید اعمال شده‌بود، به ورزشگاه فرنتس پوشکاش شهر بوداپست منتقل شد. |                            |       |                                                                                          |                                                                             |

| ۲۴ فوریه ۲۰۲۱ دور برگشت | تاتنهام هاتسپر                                                                          | ۴–۰ (۸–۱ گ.ح.) | ولفسبرگر                        | تاتنهام، انگلستان                                                     |
| ۱۷:۰۰ GMT (UTC±۰)       | - الی ۱۱' - داهرتی '۳۶ - کارلوس وینیسیوس ۵۰'، ۸۳' - دیویس '۶۵ - بیل ۷۳' - الدرویرلد '۷۷ | گزارش          | - بومگارتنر '۶۱ - ورنیتسنیگ '۶۳ | ورزشگاه: ورزشگاه تاتنهام هاتسپر تماشاگران: ۰ داور: ماتی یاگ (اسلوونی) |

##### یک‌هشتم نهایی
قرعه‌کشی این مرحله در ۲۶ فوریه ۲۰۲۱ برگزار شد. ترتیب بازی ها پس از قرعه کشی اصلی تغییر کرد تا از تداخل با بازی برگشت آرسنال و المپیاکوس که در ۱۸ مارس در همان شهر برگزار می‌شد، جلوگیری شود، چرا که آرسنال قهرمان جام داخلی بود و اولویت بیشتری نسبت به تاتنهام داشت.
| ۱۱ مارس ۲۰۲۱ بازی رفت | تاتنهام هاتسپر                                       | ۲–۰   | دینامو زاگرب                              | تاتنهام، انگلستان                                                          |
| ۲۰:۰۰ GMT (UTC±۰)     | - کین ۲۵'، ۷۰' - دایر '۴۵+۲ - سانچز '۷۹ - هویبرگ '۸۵ | گزارش | - آدمی '۶۹ - ایوانیوشک '۷۷ - ریستوسکی '۸۸ | ورزشگاه: ورزشگاه تاتنهام هاتسپر تماشاگران: ۰ داور: سردار گوزونبویوک (هلند) |

| ۱۸ مارس ۲۰۲۱ بازی برگشت | دینامو زاگرب                                                           | ۳–۰ (و.ا.) (۳–۲ گ.ح.) | تاتنهام هاتسپر | زاگرب، کرواسی                                                      |
| ۱۸:۵۵ CET (UTC+1)       | - یاکیچ '۳۲ - اورشیچ ۶۲'، ۸۳'، ۱۰۶' - لاوریستن '۸۰ - استویانوویچ '۹۰+۳ | گزارش                 | - لاملا '۲۲    | ورزشگاه: ورزشگاه ماکسیمیر تماشاگران: ۰ داور: داویده ماسا (ایتالیا) |

## آمار فصل

### آمار بازی و گلزنی
آخرین بروزرسانی: ۲۳ مه ۲۰۲۱

منبع: وبگاه رسمی لیگ برتر، وبگاه رسمی یوفا

پ = پیروزی؛ ت = تساوی؛ ش = شکست؛ گ‌ز = گل زده؛ گ‌خ = گل خورده؛ ت‌گ = تفاضل گل

| شماره                                        | پست         | نام             | لیگ برتر    | لیگ برتر    | جام حذفی    | جام حذفی    | جام اتحادیه | جام اتحادیه | لیگ اروپا   | لیگ اروپا   | مجموع       | مجموع       |             |
| شماره                                        | پست         | نام             | گل          | بازی        | گل          | بازی        | گل          | بازی        | گل          | بازی        | گل          | بازی        |             |
| دروازه‌بان‌ها                                  | دروازه‌بان‌ها | دروازه‌بان‌ها     | دروازه‌بان‌ها | دروازه‌بان‌ها | دروازه‌بان‌ها | دروازه‌بان‌ها | دروازه‌بان‌ها | دروازه‌بان‌ها | دروازه‌بان‌ها | دروازه‌بان‌ها | دروازه‌بان‌ها | دروازه‌بان‌ها | دروازه‌بان‌ها |
| -------------------------------------------- | ----------- | --------------- | ----------- | ----------- | ----------- | ----------- | ----------- | ----------- | ----------- | ----------- | ----------- | ----------- | ----------- |
| ۱                                            | GK          | هوگو لوریس      | ۳۸          | ۰           | ۱           | ۰           | ۴           | ۰           | ۵           | ۰           | ۴۸          | ۰           |             |
| ۱۲                                           | GK          | جو هارت         | ۰           | ۰           | ۲           | ۰           | ۰           | ۰           | ۸           | ۰           | ۱۰          | ۰           |             |
| ۴۱                                           | GK          | الفی وایتمن     | ۰           | ۰           | ۰           | ۰           | ۰           | ۰           | ۰+۱         | ۰           | ۰+۱         | ۰           |             |
| مدافعان                                      |             |                 |             |             |             |             |             |             |             |             |             |             |             |
| ۲                                            | DF          | مت داهرتی       | ۱۳+۴        | ۰           | ۲           | ۰           | ۱           | ۰           | ۹           | ۰           | ۲۵+۴        | ۰           |             |
| ۳                                            | DF          | سرخیو رگیلون    | ۲۶+۱        | ۰           | ۰+۱         | ۰           | ۳           | ۰           | ۳+۲         | ۰           | ۳۲+۴        | ۰           |             |
| ۴                                            | DF          | توبی الدرویرلد  | ۲۴          | ۱           | ۳           | ۰           | ۲           | ۰           | ۵           | ۰           | ۳۴          | ۱           |             |
| ۶                                            | DF          | داوینسون سانچز  | ۱۷+۱        | ۰           | ۲           | ۲           | ۲           | ۰           | ۱۰          | ۰           | ۳۱+۱        | ۲           |             |
| ۱۴                                           | DF          | جو رادون        | ۸+۴         | ۰           | ۱+۱         | ۰           | ۰           | ۰           | ۰           | ۰           | ۹+۵         | ۰           |             |
| ۱۵                                           | DF          | اریک دایر       | ۲۹          | ۰           | ۰           | ۰           | ۴           | ۰           | ۶+۱         | ۰           | ۳۹+۱        | ۰           |             |
| ۲۴                                           | DF          | سرژ اوریه       | ۱۹          | ۲           | ۰           | ۰           | ۳           | ۰           | ۴+۱         | ۰           | ۲۶+۱        | ۲           |             |
| ۲۵                                           | DF          | جفت تانگانگا    | ۶           | ۰           | ۱+۱         | ۰           | ۱+۱         | ۰           | ۳           | ۰           | ۱۱+۲        | ۰           |             |
| ۳۳                                           | DF          | بن دیویس        | ۱۴+۶        | ۰           | ۳           | ۰           | ۱+۱         | ۱           | ۱۳          | ۰           | ۳۱+۷        | ۱           |             |
| ۵۵                                           | DF          | مارسل لاوینیر   | ۰           | ۰           | ۰           | ۰           | ۰           | ۰           | ۰+۱         | ۰           | ۰+۱         | ۰           |             |
| هافبک‌ها                                      |             |                 |             |             |             |             |             |             |             |             |             |             |             |
| ۵                                            | MF          | پیر-امیل هویبرگ | ۳۸          | ۲           | ۱+۱         | ۰           | ۳+۱         | ۰           | ۴+۵         | ۰           | ۴۷+۶        | ۲           |             |
| ۸                                            | MF          | هری وینکس       | ۹+۶         | ۰           | ۱+۱         | ۱           | ۲+۱         | ۰           | ۱۰          | ۱           | ۲۲+۸        | ۲           |             |
| ۱۱                                           | MF          | اریک لاملا      | ۵+۱۸        | ۱           | ۲           | ۱           | ۱+۱         | ۱           | ۵+۳         | ۱           | ۱۳+۲۲       | ۴           |             |
| ۱۷                                           | MF          | موسی سیسوکو     | ۱۵+۱۰       | ۰           | ۲+۱         | ۰           | ۲+۲         | ۱           | ۶+۴         | ۰           | ۲۵+۱۷       | ۱           |             |
| ۱۸                                           | MF          | جووانی لو سلسو  | ۱۱+۷        | ۱           | ۰           | ۰           | ۱           | ۰           | ۶+۳         | ۴           | ۱۸+۱۰       | ۵           |             |
| ۲۰                                           | MF          | دله الی         | ۷+۸         | ۰           | ۱+۱         | ۰           | ۱+۱         | ۰           | ۷+۳         | ۳           | ۱۶+۱۳       | ۳           |             |
| ۲۳                                           | MF          | استیون برخواین  | ۱۳+۸        | ۱           | ۱           | ۰           | ۱+۱         | ۰           | ۵+۶         | ۰           | ۲۰+۱۵       | ۱           |             |
| ۲۷                                           | MF          | لوکاس مورا      | ۱۴+۱۶       | ۳           | ۳           | ۱           | ۳+۱         | ۰           | ۸+۵         | ۵           | ۲۸+۲۲       | ۹           |             |
| ۲۸                                           | MF          | تانگی اندومبله  | ۲۸+۵        | ۳           | ۱+۱         | ۲           | ۲           | ۰           | ۴+۵         | ۱           | ۳۵+۱۱       | ۶           |             |
| ۴۷                                           | MF          | جک کلارک        | ۰           | ۰           | ۰+۱         | ۰           | ۰           | ۰           | ۰+۲         | ۰           | ۰+۳         | ۰           |             |
| ۴۸                                           | MF          | هاروی وایت      | ۰           | ۰           | ۱           | ۰           | ۰           | ۰           | ۰+۱         | ۰           | ۱+۱         | ۰           |             |
| ۵۴                                           | MF          | الفی دیواین     | ۰           | ۰           | ۰+۱         | ۱           | ۰           | ۰           | ۰           | ۰           | ۰+۱         | ۱           |             |
| ۵۷                                           | MF          | نایل جان        | ۰           | ۰           | ۰           | ۰           | ۰           | ۰           | ۰+۱         | ۰           | ۰+۱         | ۰           |             |
| مهاجمان                                      |             |                 |             |             |             |             |             |             |             |             |             |             |             |
| ۷                                            | FW          | سون هیونگ-مین   | ۳۶+۱        | ۱۷          | ۱+۱         | ۰           | ۲+۱         | ۱           | ۵+۴         | ۴           | ۴۴+۷        | ۲۲          |             |
| ۹                                            | FW          | گرت بیل         | ۱۰+۱۰       | ۱۱          | ۱+۱         | ۱           | ۱+۱         | ۱           | ۷+۳         | ۳           | ۱۹+۱۵       | ۱۶          |             |
| ۱۰                                           | FW          | هری کین         | ۳۵          | ۲۳          | ۰+۲         | ۱           | ۳+۱         | ۱           | ۵+۳         | ۸           | ۴۳+۶        | ۳۳          |             |
| ۴۵                                           | FW          | کارلوس وینیسیوس | ۳+۶         | ۱           | ۲+۱         | ۳           | ۰+۱         | ۰           | ۵+۴         | ۶           | ۱۰+۱۲       | ۱۰          |             |
| ۵۳                                           | FW          | دین اسکارلت     | ۰+۱         | ۰           | ۰           | ۰           | ۰           | ۰           | ۰+۲         | ۰           | ۰+۳         | ۰           |             |
| بازیکنانی که در طول فصل باشگاه را ترک کردند. |             |                 |             |             |             |             |             |             |             |             |             |             |             |
| ۳۰                                           | MF          | ژدسون فرناندس   | ۰           | ۰           | ۱           | ۰           | ۱           | ۰           | ۰           | ۰           | ۲           | ۰           |             |

### گلزنان
در صورت تساوی در تعداد گل‌های زده، بازیکنان با شماره پیراهن رده‌بندی می‌شوند.
| رتبه  | پست   | #     | بازیکن          | لیگ برتر | جام حذفی | جام اتحادیه | لیگ اروپا | مجموع |
| ----- | ----- | ----- | --------------- | -------- | -------- | ----------- | --------- | ----- |
| ۱     | FW    | 10    | هری کین         | ۲۳       | ۱        | ۱           | ۸         | ۳۳    |
| ۲     | FW    | 7     | سون هیونگ-مین   | ۱۷       | ۰        | ۱           | ۴         | ۲۲    |
| ۳     | FW    | 9     | گرت بیل         | ۱۱       | ۱        | ۱           | ۳         | ۱۶    |
| ۴     | FW    | 45    | کارلوس وینیسیوس | ۱        | ۳        | ۰           | ۶         | ۱۰    |
| ۵     | MF    | 27    | لوکاس مورا      | ۳        | ۱        | ۰           | ۵         | ۹     |
| ۶     | MF    | 28    | تانگی اندومبله  | ۳        | ۲        | ۰           | ۱         | ۶     |
| ۷     | MF    | 18    | جووانی لو سلسو  | ۱        | ۰        | ۰           | ۴         | ۵     |
| ۸     | MF    | 11    | اریک لاملا      | ۱        | ۱        | ۱           | ۱         | ۴     |
| ۹     | MF    | 20    | دله الی         | ۰        | ۰        | ۰           | ۳         | ۳     |
| ۱۰    | MF    | 5     | پیر-امیل هویبرگ | ۲        | ۰        | ۰           | ۰         | ۲     |
| ۱۰    | DF    | 6     | داوینسون سانچز  | ۰        | ۲        | ۰           | ۰         | ۲     |
| ۱۰    | MF    | 8     | هری وینکس       | ۰        | ۱        | ۰           | ۱         | ۲     |
| ۱۰    | DF    | 24    | سرژ اوریه       | ۲        | ۰        | ۰           | ۰         | ۲     |
| ۱۴    | DF    | 4     | توبی الدرویرلد  | ۱        | ۰        | ۰           | ۰         | ۱     |
| ۱۴    | MF    | 17    | موسی سیسوکو     | ۰        | ۰        | ۱           | ۰         | ۱     |
| ۱۴    | MF    | 23    | استیون برخواین  | ۱        | ۰        | ۰           | ۰         | ۱     |
| ۱۴    | DF    | 33    | بن دیویس        | ۰        | ۰        | ۱           | ۰         | ۱     |
| ۱۴    | MF    | 54    | الفی دیواین     | ۰        | ۱        | ۰           | ۰         | ۱     |
| مجموع | مجموع | مجموع | مجموع           | ۶۶       | ۱۳       | ۶           | ۳۶        | ۱۲۱   |

آخرین بروزرسانی: ۲۳ مه ۲۰۲۱

منبع: وبگاه رسمی لیگ برتر، وبگاه رسمی یوفا

پ = پیروزی؛ ت = تساوی؛ ش = شکست؛ گ‌ز = گل زده؛ گ‌خ = گل خورده؛ ت‌گ = تفاضل گل

#### هت-تریک‌ها
| بازیکن          | مقابل         | رقابت     | دقیقه                | نتیجه بعد از گل   | نتیجه   | تاریخ           |
| --------------- | ------------- | --------- | -------------------- | ----------------- | ------- | --------------- |
| سون هیونگ-مین   | ساوت‌همپتون    | لیگ برتر  | ۴۵+۲'، ۴۷'، ۶۴'، ۷۳' | ۱–۱، ۱–۲،۱–۳، ۱–۴ | ۲-۵ (م) | ۲۰ سپتامبر ۲۰۲۰ |
| هری کین         | مکابی حیفا    | لیگ اروپا | ۲'، ۵۶'، ۷۴'         | ۱–۰، ۵–۲، ۶–۲     | ۷–۲ (خ) | ۱ اکتبر ۲۰۲۰    |
| کارلوس وینیسیوس | مارین         | جام حذفی  | ۲۴'، ۳۰'، ۳۷'        | ۰–۱، ۰–۲، ۰–۴     | ۰–۵ (م) | ۱۰ ژانویه۲۰۲۱   |
| گرت بیل         | شفیلد یونایتد | لیگ برتر  | ۳۶', ۶۱', ۶۹'        | ۱–۰، ۲–۰، ۳–۰     | ۴–۰ (خ) | ۲ مه ۲۰۲۱       |

#### گل‌به‌خودی‌ها
| بازیکن         | مقابل          | رقابت    | دقیقه | نتیجه بعد از گل به خودی | نتیجه   | تاریخ          |
| -------------- | -------------- | -------- | ----- | ----------------------- | ------- | -------------- |
| داوینسون سانچز | وستهام یونایتد | لیگ برتر | ۸۵'   | ۳–۲                     | ۳–۳ (خ) | ۱۸ اکتبر ۲۰۲۰  |
| توبی الدرویرلد | لستر سیتی      | لیگ برتر | ۵۹'   | ۰–۲                     | ۰–۲ (خ) | ۲۰ دسامبر ۲۰۲۰ |
| سرخیو رگیلون   | استون ویلا     | لیگ برتر | ۲۰'   | ۱–۱                     | ۱–۲ (خ) | ۱۹ مه ۲۰۲۱     |

### کلین‌شیت‌ها
در صورت تساوی در تعداد کلین‌شیت‌ها، بازیکنان با شماره پیراهن رده‌بندی می‌شوند.
| رتبه  | #     | بازیکن      | لیگ برتر | جام حذفی | جام اتحادیه | لیگ اروپا | مجموع |
| ----- | ----- | ----------- | -------- | -------- | ----------- | --------- | ----- |
| ۱     | 1     | هوگو لوریس  | ۱۲       | ۰        | ۱           | ۱         | ۱۴    |
| ۲     | 12    | جو هارت     | ۰        | ۱        | ۰           | ۴         | ۵     |
| ۳     | 41    | الفی وایتمن | ۰        | ۰        | ۰           | ۱         | ۱     |
| مجموع | مجموع | مجموع       | ۱۲       | ۱        | ۱           | ۶         | ۲۰    |

آخرین بروزرسانی: ۲ مه ۲۰۲۱

منبع: وبگاه رسمی لیگ برتر

پ = پیروزی؛ ت = تساوی؛ ش = شکست؛ گ‌ز = گل زده؛ گ‌خ = گل خورده؛ ت‌گ = تفاضل گل